# Cyanopepla chelidon
Cyanopepla chelidon là một loài bướm đêm thuộc phân họ Arctiinae, họ Erebidae.